# Betula lenta
Betula lenta — це вид берези, який поширений у східній частині Північної Америки, від південного заходу штату Мен до крайнього південного Онтаріо та на південь в горах Аппалачі до північної Джорджії.

## Біоморфологічна характеристика
Це дерево, що досягає висоти 20 метрів. Стовбури високі, прямі, крони вузькі. Кора зрілих стовбурів і гілок від світло-сірувато-коричневого до темно-коричневого або майже чорного кольору, гладка, щільна, борозенчаста і з віком розламується на неглибокі лусочки. Гілочки голі або слабо запушені, зазвичай вкриті дрібними смолистими залозками. Листова пластинка від яйцюватої до подовжено-яйцеподібної з 12–18 парами бічних жилок, 5–10 × 3–6 см, основа округла до серцеподібної, краї дрібно та гостропилчасті або туманно подвійно пилчасті, зубці дрібні, гострі, верхівка загострена; абаксіальні (низ) поверхні здебільшого голі, за винятком рідкого запушення вздовж великих жилок і в пазухах жилок, часто з розсіяними маленькими смолистими залозками. Супліддя прямовисні, від яйцюватої до майже кулястої форми, 1.5–4 × 1.5–2.5 см. Самари з крилами, вужчими за тіло, найширшими біля центру, не виходять за верхівку тіла. 2n = 28. Цвіте пізньою весною.

## Поширення
Населяє багаті, вологі, прохолодні ліси, особливо на захищених схилах, і до скелястих, більш відкритих місць; росте на висотах 0–1500 метрів.

## Використання
Деревина використовується для виготовлення меблів, столярних виробів і шаф. З дерев отримують березовий сік. Його можна використовувати для приготування березового пива. Внутрішню кору можна їсти в сирому вигляді як екстрену їжу. Гілочки та внутрішню частину кори можна замочити для приготування чаю.